# Erysimum caboverdeanum
Erysimum caboverdeanum là một loài thực vật có hoa trong họ Cải. Loài này được (Chev.) Sunding mô tả khoa học đầu tiên năm 1974.